# Fumihiko Tachiki
Fumihiko Tachiki (立木 文彦?, Tachiki Fumihiko; Prefettura di Nagasaki, 29 aprile 1961) è un doppiatore giapponese.

## Carriera
Prima di diventare seiyū, Tachiki era un cantante blues conosciuto per la sua voce bassa.
Nel 2003, formò la band 2HEARTS con Toshiyuki Morikawa.

## Doppiaggio

### Serie TV
- Aria the Natural (Apa-jiisan)
- Bakemonogatari (padre di Hitagi Senjougahara, episodio 12)
- Bleach (Kenpachi Zaraki)
- Detective Conan (Vodka)
- Darkstalkers (Jon Talbain)
- D.Gray-man (Narratore, Mana Walker)
- Digimon Frontier (Cerberumon)
- Digital Devil - Incarnazione Infernale (Susumu Takai)
- Dragon Ball Daima (Minotauro)
- Eden's Bowy (Vilog)
- El cazador (Ricardo)
- Fullmetal Alchemist: Brotherhood (Sloth)
- Fuuto PI (Narratore, Gaia Memory)
- Ghost Hound (Ryōya Komori)
- Gintama (Hasegawa, Narratore)
- Gravion Zwei (Presidente)
- Gungrave (Bunji Kugashira)
- Higurashi no naku koro ni (Tatsuyoshi Kasai)
- Hunter × Hunter (Montowtoyupih)
- InuYasha (Gamajiro, Tsukumo no Gama, Sounga)
- Jūshin Enbu -HERO TALES- (Kouchou)
- Kaiji (Narratore)
- Little Snow Fairy Sugar (vecchio)
- Lucky Star (più di 60 personaggi vari)
- Kidō senshi Victory Gundam (Wattary Gilla)
- Mawaru-Penguindrum (Satoshi Oginome)
- Mob Psycho 100 (Terada)
- Nadja (Conte Harcourt)
- Naruto (Gatsu, cacciatore di taglie negli episodi 159-160)
- Nana (Ginpei Shiroboshi)
- Neon Genesis Evangelion (Gendō Ikari)
- Nisekoi (Padre di Tachibana)
- Nogizaka Haruka no himitsu (Gentō Nogizaka)
- Oreimo (Daisuke Kousaka)
- One Piece (Don Krieg, Akainu/Sakazuki)
- Host Club - Amore in affitto (Yoshio Ohtori)
- Pokémon (Lt. Surge)
- Samurai Champloo (Riki)
- Scott Pilgrim - La serie (Vecchio Scott Pilgrim)
- Shinreigari/Ghost Hound (Ryōya Komori)
- SoltyRei (Joseph)
- Squalificati - Ranger Reject (Masurao Nadeshiko)
- Tales of Symphonia: The Animation (Kratos)
- Trinity Blood (Vaclav Havel)
- Turn A Gundam (Muron Muron)
- Weiss Kreuz (Botan)
- Yakitate!! Japan (Kirisaki Yuuichi)
- ZEGAPAIN (Talbot)

### Videogiochi
- Angelique (Victor)
- Armored Core: Nexus (Additional voices)
- Bloody Roar (Bakuryu)
- Bloodborne (Padre Gascoigne)
- Blood Will Tell: Tezuka Osamu's Dororo (Tanosuke)
- Bullet Witch (Jonathan)
- Crash Bandicoot 3: Warped (Tiny Tiger)
- Crash Team Racing (Tiny Tiger)
- Crash Bash (Tiny Tiger)
- Deception III: Dark Delusion (Miguel)
- Devil Summoner: Soul Hackers (versione 3DS) (Finnegan)
- Dissidia Final Fantasy: Opera Omnia (Xande)
- Dragalia Lost (Raemond)
- Dragon Quest VIII: L'odissea del re maledetto (versione 3DS) (Yangus)
- Dragon Quest Heroes: L'Albero del Mondo e le Radici del Male (Yangus)
- Dragon Quest Rivals (Yangus)
- Dragon Quest XI S: Echi di un'era perduta - Edizione Definitiva (Dave)
- Dragon's Dogma: Dark Arisen (Asalam)
- Drakengard 2 (Generale Gismor)
- Ehrgeiz: God Bless the Ring (Dasher Inoba)
- Fist of the North Star: Ken's Rage (Raoh)
- Fist of the North Star: Ken's Rage 2 (Raoh)
- Granblue Fantasy (Vaseraga)
- Granblue Fantasy: Versus (Vaseraga)
- Granblue Fantasy: Versus Rising (Vaseraga)
- Granblue Fantasy: Relink (Vaseraga)
- Gungrave (Bunji Kugashira)
- Gungrave Overdose (Bunji Kugashira)
- Gungrave G.O.R.E. (Bunji Kugashira)
- Hi-Fi Rush (Roquefort)
- Horizon Zero Dawn (Rost)
- Horizon Forbidden West (Rost)
- J-Stars Victory Vs+ (Akainu/Sakazuki)
- JoJo's Bizarre Adventure: All Star Battle (J. Geil)
- Kingdom Hearts: Re:Chain of Memories (Lexaeus)
- Kingdom Hearts 358/2 Days (Lexaeus)
- Kingdom Hearts Birth by Sleep (Aeleus)
- Kingdom Hearts 3D: Dream Drop Distance (Bassotto alto, Aeleus)
- Magical Drop III (Emperor, Hermit)
- Muramasa Rebirth (Lord Enma, Proprietario del Jizoudou)
- Namco X Capcom (Arthur, Druaga)
- Neon Genesis Evangelion (videogioco) (Gendo Ikari)
- Nier (Grimoire Noir)
- Nier Replicant ver.1.22474487139... (Grimoire Noir)
- Odin Sphere (Odino, Beldor, Wagner)
- One Piece: Grand Battle (Don Krieg)
- One Piece: Pirates' Carnival (Don Krieg)
- One Piece: Unlimited Adventure (Don Krieg)
- One Piece: Pirate Warriors (Don Krieg, Akainu/Sakazuki)
- One Piece: Pirate Warriors 2 (Akainu/Sakazuki, Don Krieg)
- One Piece: Unlimited World Red (Akainu/Sakazuki)
- One Piece: Pirate Warriors 3 (Don Krieg, Akainu/Sakazuki)
- One Piece: Burning Blood (Akainu/Sakazuki)
- One Piece: World Seeker (Akainu/Sakazuki)
- One Piece: Pirate Warriors 4 (Akainu/Sakazuki)
- One Piece Odyssey (Akainu/Sakazuki)
- Onimusha: Warlords HD (Nobunaga Oda)
- Perfect Dark Zero (Jack Dark)
- Persona 4 Arena (Annunciatore)
- Persona 4 Arena Ultimax (Hinokagutsuchi, Annunciatore)
- Phantom Breaker (Phantom)
- PlayStation All-Stars Battle Royale (Sweet Tooth)
- Raidou Remastered: The Mystery of the Soulless Army (Dr. Tsukumo)
- Rodea the Sky Soldier (Geardo)
- Ryu ga Gotoku Online (Isao Katsuragi)
- Sengoku Basara: Samurai Heroes (Otani Yoshitsugu)
- Sengoku Basara 4 (Otani Yoshitsugu)
- Sengoku Basara: The Legend of Sanada Yukimura (Otani Yoshitsugu)
- Sonic Lost World (Narratore)
- Soulcalibur III (Nightmare)
- Stella Deus: The Gate of Eternity (Gallant)
- Street Fighter V (Gill)
- Summon Night X: Tears Crown (Seitz Endorge)
- Super Robot Wars 30 (Ninja Detective Shadow-Maru)
- Tales of Symphonia (Kratos Aurion)
- Tales of the World: Radiant Mythology (Kratos Aurion)
- Tales of Symphonia: Dawn of the New World (Kratos Aurion)
- Tales of Vesperia (Kratos Aurion)
- Tales of the Rays (Kratos Aurion)
- Tales of Arise (Balseph)
- The Last Story (Conte Arganan)
- Yakuza 4 (Isao Katsuragi)
- Zero Escape: Zero Time Dilemma (Zero II/Delta)
- Zone of the Enders: The 2nd Runner (Volkovo)

### Film d'animazione
- Animatrix (Insegnante)
- Evangelion: 1.0 You Are (Not) Alone (Gendō Ikari)
- Evangelion: 2.0 You Can (Not) Advance (Gendō Ikari)
- Evangelion: 3.0 You Can (Not) Redo (Gendō Ikari)
- Evangelion: 3.0+1.0 Thrice Upon a Time (Gendō Ikari)
- La ragazza che saltava nel tempo (Fukushima)
- Lupin III - La lacrima della Dea (Raiatt)
- Neon Genesis Evangelion: Death & Rebirth (Gendō Ikari)
- Neon Genesis Evangelion: The End of Evangelion (Gendō Ikari)
- Ultraman: Rising (Dr. Onda)

### Tokusatsu
- Chouriki Sentai Ohranger (Bara Printer)
- Kamen Rider Kuuga (Narratore)
- Kamen Rider Blade (King Rouzer)
- Kamen Rider Decade (Narratore, N-Gamio-Zeda)
- Kamen Rider W (Narratore, Gaia Memory)

### Altri ruoli
- Animaniacs (Ralph)
- Star Trek: Deep Space Nine (Kor)
- Panic Room (Burnham)
- Kill Bill (Budd)
- Ray (Joe Adams)
- Agente 007 - La morte può attendere (Damian Falco)
- Cars - Motori ruggenti (Mack)
- La signora del West (Hank Lawson)
- Il Signore degli Anelli (Gamling)
- WALL-E (John)
- Transformers Animated (Lockdown)